# Heil dir im Siegerkranz
Heil Dir im Siegerkranz foi, de 1871 a 1918, o hino nacional Monárquico Imperial do Império Alemão, sendo oficial, mas não o "popular", que era o também oficial "Deutschlandlied", também conhecido como Deutschland Über Alles. Antes havia sido o hino da Prússia, e a melodia do hino deriva do hino britânico "God Save the King"(Deus salve o Rei).